# Gerolamo Chiavari
Gerolamo Chiavari (Genova, 1521 – Genova, 1586) fu il 74º doge della Repubblica di Genova.

## Biografia

Stemma nobiliare dei Chiavari

Approssimative le notizie biografiche sulla figura di Gerolamo Chiavari. Nacque a Genova nel 1521 e fu un esponente della nobile famiglia levantina dei Chiavari. Dagli annali genovesi non è certo o documentato un suo impegno di stato nelle diverse cariche pubbliche e solamente nel 1579 il suo nome compare per la prima volta nell'urna dei 120 cittadini da sorteggiare per il Maggior e Minor Consiglio della Repubblica di Genova.
Facente parte di quella nobiltà considerata "vecchia", salì al dogato il 4 novembre 1583: il ventinovesimo in successione biennale e il settantaquattresimo nella storia repubblicana. Come il mandato del suo predecessore anche il governo biennale del doge Gerolamo Chiavari colpì duramente il banditismo imperante in città e nel resto del territorio repubblicano. Un fenomeno che raggiunse il suo minimo storico grazie all'impegno costante di Giorgio Centurione che per i suoi sforzi fu esentato, così come i componenti della sua famiglia, dal Senato dal pagamento delle imposte nel futuro.
Nel suo dogato venne scoperta una congiura ai danni delle istituzioni genovesi messa in opera dai nobili Nicolò Salvago e Aurelio Cattaneo che, scoperti, pagarono con la decapitazione pubblica il loro gesto. Nel campo della politica estera destò curiosità in città l'arrivo dal Giappone di una delegazione composta da quattro principi in viaggio per rendere omaggio al nuovo pontefice Sisto V.
Terminò il suo mandato il 4 novembre 1585 e presumibilmente non ebbe il tempo di ricoprire ulteriori impegni statali in quanto morì a Genova nei primi mesi del 1586. Inizialmente il suo corpo venne sepolto all'interno della chiesa di San Francesco di Castelletto salvo poi essere traslato in una tomba di una cappella laterale della basilica della Santissima Annunziata del Vastato.